# Alekséi Túpolev
Alekséi Andréyevich Túpolev (en ruso Алексе́й Андре́евич Ту́полев; Moscú, Unión Soviética, 20 de mayo de 1925-Moscú, Rusia, 12 de mayo de 2001) fue un diseñador aeronáutico soviético, al igual que su padre Andréi Nikoláyevich Túpolev. 
Cuando terminó sus estudios en 1942, se traslada a Omsk, donde su padre se había hecho cargo de la dirección de un nuevo OKB y trabaja por primera vez junto a él. 
Su primer trabajo como diseñador fue desarrollar una punta de cola en madera para el fuselaje del Túpolev Tu-2. Esta solución técnica fue utilizada para la producción serie en razón a la falta de materiales durante la Segunda Guerra Mundial. 
Tras su regreso a Moscú en 1943 y sus estudios en el instituto de aeronáutica de esta ciudad en 1949, se integra definitivamente en la oficina de estudios. Durante este periodo, trabaja principalmente en el desarrollo del Túpolev Tu-16, un bombardero de largo alcance.
Tras haber sido jefe de un equipo de diseño durante la década de 1960, ocupa el cargo de diseñador jefe tras el fallecimiento de su padre en 1972.
Fue responsable, entre otros logros, de la concepción del primer avión comercial supersónico soviético, el Túpolev Tu-144, apodado de forma irónica en Occidente como Konkordski a causa de su enorme parecido con el Concorde. También participó en el desarrollo del transbordador espacial soviético Burán.